# Giro di Toscana 1935
Il Giro di Toscana 1935, undicesima edizione della corsa, valido come seconda prova del Campionato italiano 1935, si svolse il 14 aprile 1935 su un percorso di 303 km con partenza da Casellina e arrivo a Firenze. Organizzato dai quotidiani La Nazione e Il Nuovo Giornale, fu vinto dall'italiano Mario Cipriani, che completò il percorso in 10h12'00" precedendo i connazionali Giuseppe Martano e Giuseppe Olmo. Risultarono classificati 18 dei 98 ciclisti al via.

## Percorso
Partita da Casellina, frazione di Scandicci (nota fino al 1929 come "Casellina e Torri"), cinque chilometri fuori Firenze, la corsa si avviò per discendere la Valdarno inferiore verso Empoli. Dalla città della Collegiata (km 23,8) il tragitto prevedeva il transito per San Romano (km 40,2), Marti, La Rotta, Pisa (km 72,5), Viareggio (km 93,5), la salita di Monte Quiesa, il transito da Lucca (km 120,6) e Pescia (km 138), la Montagna Pistoiese con la salita da Vellano a Prunetta (958 m s.l.m.) via Margine di Momigno, il passaggio da Pistoia (km 183), Poggio a Caiano, Lastra a Signa, San Casciano in Val di Pesa (km 226,6), Le Bolle e Greve in Chianti (km 244), la salita verso il Passo del Sugame (537 m s.l.m.) e infine l'attraversamento di Figline Valdarno (km 260,8) e Pontassieve per giungere, sempre seguendo l'Arno, a Firenze. L'arrivo, dopo 303 km di corsa, era posto allo Stadio Giovanni Berta dopo un giro e mezzo di pista.

## Resoconto degli eventi
La partenza fu data alle 7:21 del mattino in località Casellina, e il gruppo composto da tutti i migliori ciclisti dell'epoca si avviò in direzione Empoli. L'intera corsa si svolse sotto la pioggia; Mario Cipriani e Giuseppe Martano, compagni alla torinese Fréjus e già primo e secondo nell'edizione 1934 della corsa, staccarono il gruppo nella salita da Vellano a Prunetta e percorsero gli ultimi 150 km di gara in una sorta di "cronometro a coppie". Giunti sulla pista dello stadio Berta da soli, si affrontarono in volata: prevalse il corridore pratese, che, dopo aver condotto per tutto il tratto all'interno dello stadio, ebbe la meglio per una macchina sul giavenese. Il primo gruppo inseguitore, di cinque unità, tagliò il traguardo a 17'10" regolato dall'alfiere della Bianchi Giuseppe Olmo.

## Ordine d'arrivo
| Pos. | Corridore          | Squadra | Tempo      |
| ---- | ------------------ | ------- | ---------- |
| 1    | Mario Cipriani     | Frejus  | 10h12'00"  |
| 2    | Giuseppe Martano   | Frejus  | s.t.       |
| 3    | Giuseppe Olmo      | Bianchi | a 17'10"   |
| 4    | Antonio Negrini    | Frejus  | s.t.       |
| 5    | Alfredo Bovet      | Bianchi | s.t.       |
| 6    | Vasco Bergamaschi  | Maino   | s.t.       |
| 7    | Umberto Guarducci  | -       | s.t.       |
| 8    | Adalino Mealli     | Legnano | a 21'25"   |
| 9    | Romeo Rossi        | Maino   | s.t.       |
| 10   | Ezio Cecchi        | Gloria  | s.t.       |
| 11   | Battista Astrua    | -       | a 26'10"   |
| 12   | Aimone Landi       | -       | s.t.       |
| 13   | Augusto Introzzi   | Gloria  | a 29'43"   |
| 14   | Augusto Zanzi      | Bianchi | a 52'00"   |
| 15   | Isidoro Piubellini | Legnano | s.t.       |
| 16   | Domenico Glaudo    | -       | s.t.       |
| 17   | Ferruccio Astolfi  | -       | a 53'00"   |
| 18   | Igino Ciccotelli   | -       | a 1h02'00" |